# Romance planetario

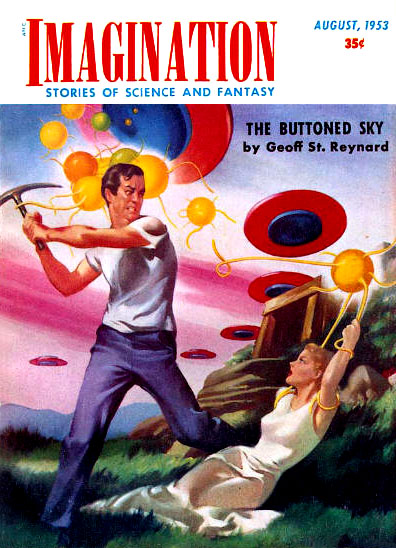
Portada de Imagination de agosto de 1953.

El romance planetario es un subgénero de la ciencia ficción o fantasía científica en el que el grueso de la acción consiste en aventuras en uno o más exóticos planetas alienígenas, caracterizados por distintivos contextos físicos y culturales. Algunos romances planetarios tienen lugar en el contexto de una cultura futura en la que los viajes interplanetarios en naves espaciales son un lugar común. Otros, en particular los primeros ejemplos del género, no apelan a esto e invocan en cambio alfombras voladoras, proyección astral u otros métodos para explicar cómo los personajes viajan entre planetas. En cualquier caso, el centro de la historia está en las aventuras en el planeta y no en el modo de viaje.
La Enciclopedia de ciencia ficción menciona dos limitaciones en referencia al uso del término romance planetario. En primer lugar, si bien el escenario puede estar en un mundo extraterrestre, la naturaleza de este tiene escasa relevancia para la trama, como es el caso de Un caso de consciencia de James Blish. En segundo lugar, los relatos de ciencia ficción dura están excluidos de esta categoría, en tanto en ellos un planeta alienígena, si bien es un componente crítico de la trama, es solo un trasfondo para hablar de un esfuerzo principalmente científico, como Misión de gravedad de Hal Clement,  posiblemente con adornos.

## Prototipos y características
Como sugiere el nombre del género, el romance planetario es una extensión de las novelas pulp y de aventuras de finales del siglo XIX y principios del XX a una ambientación planetaria. La narrativa popular (romance pulp) de escritores como H. Rider Haggard y Talbot Mundy representaba personajes audaces en un ambiente exótico y "mundos perdidos" como regiones inexploradas de América del Sur, África, Oriente Medio o el Lejano Oriente. Una variante era ambientada en lugares históricos o imaginarios de la antigüedad y el medioevo, contribuyendo de alguna manera al desarrollo del género fantástico moderno. 
En el romance planetario, las transformaciones de la space opera se aplican al género de la aventura de ficción popular: el valiente aventurero se convierte en un viajero espacial, a menudo proveniente de la Tierra, representada en la Europa moderna y América del Norte (concebidos como centros de tecnología y colonialismo). Los otros planetas (a menudo, en los albores del género, eran a menudo Marte y Venus) reemplazan a Asia y África como lugares exóticos. Entretanto, tribus alienígenas hostiles y sus monarquías decadentes reemplazan los estereotipos occidentales de "razas salvajes" y "despotismo oriental". Aunque distintos escritores han utilizado el romance planetario como un medio para expresar una amplia variedad de posiciones políticas y filosóficas, un tema constante es el encuentro entre civilizaciones extraterrestres, su dificultad para comunicarse y los frecuentes desastres que siguen.
Existe gran superposición entre los subgéneros de espada y planeta y de romance planetario, aunque se considera que algunas obras pertenecen a un subgénero y no al otro. El romance planetario se caracteriza más por ser influenciado por obras como Una princesa de Marte, si bien más moderno y con mayor conocimiento tecnológico, en tanto que las obras de espada y planeta imitan de manera más directa las convenciones establecidas por Burroughs en la serie marciana, con un protagonista humano que es transportado a otro planeta en el que existen civilizaciones relativamente premodernas.

## Romance planetario y ciencia ficción
La publicación de revistas pulp de ciencia ficción a partir de 1926 (particularmente prolífica en la década de 1930) constityó un nuevo mercado para los romances planetarios, produciendo una fuerte influencia en las sucesivas encarnaciones de este género narrativo. Algunas pulps, como Planet Stories y Startling Stories, se dedicaron principalmente a publicar romance planetario, mientras que las revistas de fantasía ya existentes como Weird Tales empezaron a publicar ciencia ficción junto con sus géneros usuales de terror, y espada y brujería. Uno de los escritores destacados dentro de este género fue C. L. Moore, autora de las historias de Northwest Smith (1933-1947), que presentaban a un robusto astronauta que se encontraba continuamente en medio de poderes alienígenas casi mágicos. Hay muy poca aventura de capa y espada en las historias de Moore, que se centra preferentemente en las tensiones psicológicas, en particular sobre el temor y la fascinación por lo desconocido, que aparece como elemento tan peligroso como erótico. 
En las décadas de 1940 y 1950, una de las contribuciones más significativas al género del romance planetario proviene de Leigh Brackett, cuyas historias combinaban héroes complejos y vagabundos (a veces criminales), aventuras clásicas, la ocasional historia de amor y escenarios ricamente detallados con una profundidad y sustancia inusuales para los pulps, y un estilo que creaba un puente entre la space opera y la fantasía. Brackett era una autora habitual de Planet Stories y Thrilling Wonder Stories, para las que produjo una serie interconectada de historias cortas ambientadas en el mismo universo, mas, con la excepción de las historias de Eric John Stark, con protagonistas completamente diferentes. Las historias de Brackett son en primer lugar narrativa de aventuras, pero también contienen reflexiones sobre los temas del imperialismo y el colonialismo cultural y corporativo.
Es posible trazar una comparación instructiva entre The Enchantress of Venus, una de las historias de Brackett con Stark como protagonista, y Empire of the Atom (1956) de A. E. van Vogt. Ambas obras parten de la trama y situación de Yo, Claudio (1934) de Robert Graves. Van Vogt sigue la trama con algo más de fidelidad, concentrando su inventiva en la historia de fondo de su imperio y enfatizando a la vez la vulnerabilidad del héroe. Brackett introduce a un terrícola embelesado por el encanto romántico de las mujeres involucradas en estas intrigas. Si bien ambas historias son space opera, solo la de Brackett es un romance planetario. 
Desde mediados de la década de 1960 en adelante, el tipo tradicional de romance planetario ambientado en el sistema solar perdió interés. En tanto el progreso científico-tecnológico revelaba que la mayoría de los planetas vecinos eran inhóspitos, las nuevas historias planetarias empezaron a desarrollarse en exoplanetas, generalmente a través del supuesto de alguna forma de viaje más rápido que la luz. Una excepción es la serie de Gor, publicada desde 1967. El Gor del título es un planeta Anti-Tierra en una órbita simétrica a la Tierra más allá del Sol. Los efectos gravitacionales y la detección de parte de las sondas terrestres son explicadas por una "ciencia alienígena superior", un supuesto común en los romances planetarios. 
El romance planetario se ha convertido en un componente significativo de la ciencia ficción contemporánea, aunque pocos autores usan este término para describir sus obras, presumiblemente porque el término se percibe en un sentido peyorativo. Dada la hibridación recíproca entre el romance planetario y la space opera, es difícil clasificar numerosas historias en uno o el otro género. 
El ciclo Dune de Frank Herbert, particularmente en las primeras novelas ambientadas predominantemente en el planeta desértico Arrakis, tenía todas las características del romance planetario (y algo de la vena de "espada y planeta"), aunque estos elementos se usan para apoyar las meditaciones de Herbert. sobre filosofía, ecología y política de poder. 
Las historias del ciclo de Darkover de Marion Zimmer Bradley pueden clasificarse en sí mismas como romance planetario, ya que están firmemente centradas en el planeta ficticio de Darkover, aunque el escenario galáctico nunca se limita por completo al trasfondo. De manera similar, la serie Krishna de romances planetarios racionalizados de L. Sprague de Camp constituye una subserie de su obra espacial de los Viagens Interplanetarias. 
Las primeras obras de Ursula K. Le Guin, como El mundo de Rocannon (1966) y Planeta de exilio (1966), son romances planetarios reconocibles. Se puede decir que la mayor parte de su ciclo de Hainish se puede clasificar en esta línea, aunque en trabajos posteriores los elementos fantásticos están debajo de la superficie y los temas sociales y antropológicos pasan a primer plano. 
En Science Fiction: The 100 Best Novels (1985), el editor y crítico David Pringle menciona a Marion Zimmer Bradley y a Anne McCaffrey como dos de las "principales practicantes en la actualidad" del tipo de ciencia ficción de romance planetario. Las novelas de Los jinetes de dragones de Pern de McCaffrey generalmente limitan el escenario galáctico a prólogos muy breves. En ellas, la visión científica del mundo que tiene el lector es importante, pero la sociedad pernesa la ha perdido.

## Ejemplos

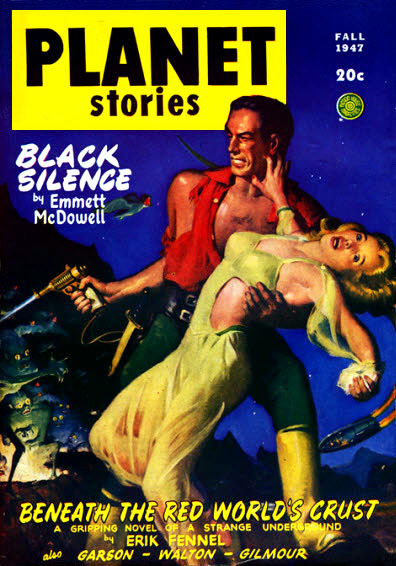
Portada de Planet Stories, otoño de 1947.

Un precursor significativo del género de romance planetario es Lieut. Gullivar Jones: His Vacation de Edwin L. Arnold(1905).

### En la ficción
- Almuric de Robert E. Howard
- Arrakis (en la serie Dune) de Frank Herbert
- Barsoom (Marte) y Amtor (Venus) de Edgar Rice Burroughs
- Callisto de Lin Carter
- Darkover de Marion Zimmer Bradley
- Eldorado de Francis Carsac
- Varias obras de Alan Dean Foster : Midworld, Sentenced to Prism, Voyage to the City of the Dead, Drowning World y la mayoría de las historias de Flinx y Pip
- Gor de John Norman
- Ciclo de Hainish por Ursula K. Le Guin
- Heliconia de Brian Aldiss
- Jack of Shadows de Roger Zelazny
- Kregen de Kenneth Bulmer
- Krishna de L. Sprague de Camp
- Majipur de Robert Silverberg
- Pern de Anne McCaffrey
- El hombre de la radio de Ralph Milne Farley
- Riverworld, The Green Odyssey y World of Tiers por Philip José Farmer
- La saga del Imperio Skolian de Catherine Asaro, incluidos los mundos de Raylicon, Balimul, Parthonia, Debra y Skyfall.
- La trilogía cósmica de C. S. Lewis .
- Michael Kane del Viejo Marte de Michael Moorcock
- Tormance en Viaje a Arcturus de David Lindsay
- Gran parte de la obra de ciencia ficción de Jack Vance: el dúo Big Planet, el trío Alastor, la trilogía Durdane, la trilogía Cadwal Chronicles, la tetralogía Tschai o Planet of Adventure, la mayoría de las historias de Magnus Ridolph, la pentalogía de los Príncipes Demonio novelas independientes como Maske: Thaery y cuentos como The Moon Moth .

### En los cómics
- Adam Strange
- Buck Rogers
- Flash Gordon
- Familia espacial Robinson
- Mundo de dos lunas/Morada: Elfquest
- Den
- El Imperio de Trigan
- Apokolips y Nuevo Génesis - Cuarto Mundo
- The Joker System: Five Star Stories
- Planeta Hulk
- World War Hulk
- Los náufragos de Ythaq (en francés: Les Naufragés d'Ythaq   )

### En cine y televisión
- Aquaman : adaptación cinematográfica de la franquicia de Aquaman ambientada principalmente en los cinco reinos fantásticos y tecnológicamente avanzados de la Atlántida en el fondo del mar.
- Avatar : película de James Cameron ambientada exclusivamente en el mundo ficticio de Pandora.
- Defiance: serie de televisión ambientada exclusivamente en una versión alterada y terraformada de la propia Tierra.
- Tierra 2: serie de televisión ambientada exclusivamente en un planeta similar a la Tierra conocido como 'G889'.
- Planeta prohibido: una de las primeras películas del género (1956), ambientada íntegramente en el planeta Altair IV.
- John Carter - Una película que representa una versión romántica de Marte (Barsoom).
- Thor: Ragnarok : una película basada en Planeta Hulk, ambientada principalmente en los planetas de Asgard y Sakaar.

## Otros
- Byston Well: Aura Battler Dunbine
- Eternia y Etheria: Masters of the Universe
- Sagar: Blackstar
- Tercer Planeta: Thundercats